# Roosevelt (Oklahoma)
Roosevelt és un poble dels Estats Units a l'estat d'Oklahoma. Segons el cens del 2000 tenia 280 habitants.

## Demografia
Segons el cens del 2000, Roosevelt tenia 280 habitants, 133 habitatges, i 80 famílies. La densitat de població era de 225,2 habitants per km².
Dels 133 habitatges en un 21,8% hi vivien nens de menys de 18 anys, en un 48,1% hi vivien parelles casades, en un 6,8% dones solteres, i en un 39,8% no eren unitats familiars. En el 36,8% dels habitatges hi vivien persones soles el 24,8% de les quals corresponia a persones de 65 anys o més que vivien soles. El nombre mitjà de persones vivint en cada habitatge era de 2,11 i el nombre mitjà de persones que vivien en cada família era de 2,73.
Per edats la població es repartia de la següent manera: un 19,6% tenia menys de 18 anys, un 6,8% entre 18 i 24, un 27,5% entre 25 i 44, un 20,4% de 45 a 60 i un 25,7% 65 anys o més.
L'edat mediana era de 43 anys. Per cada 100 dones de 18 o més anys hi havia 92,3 homes.
La renda mediana per habitatge era de 22.500 $ i la renda mediana per família de 35.893 $. Els homes tenien una renda mediana de 24.583 $ mentre que les dones 20.000 $. La renda per capita de la població era de 13.619 $. Entorn del 15,6% de les famílies i el 21,5% de la població estaven per davall del llindar de pobresa.

## Poblacions més properes
El següent diagrama mostra les poblacions més properes.